# Kropftauben

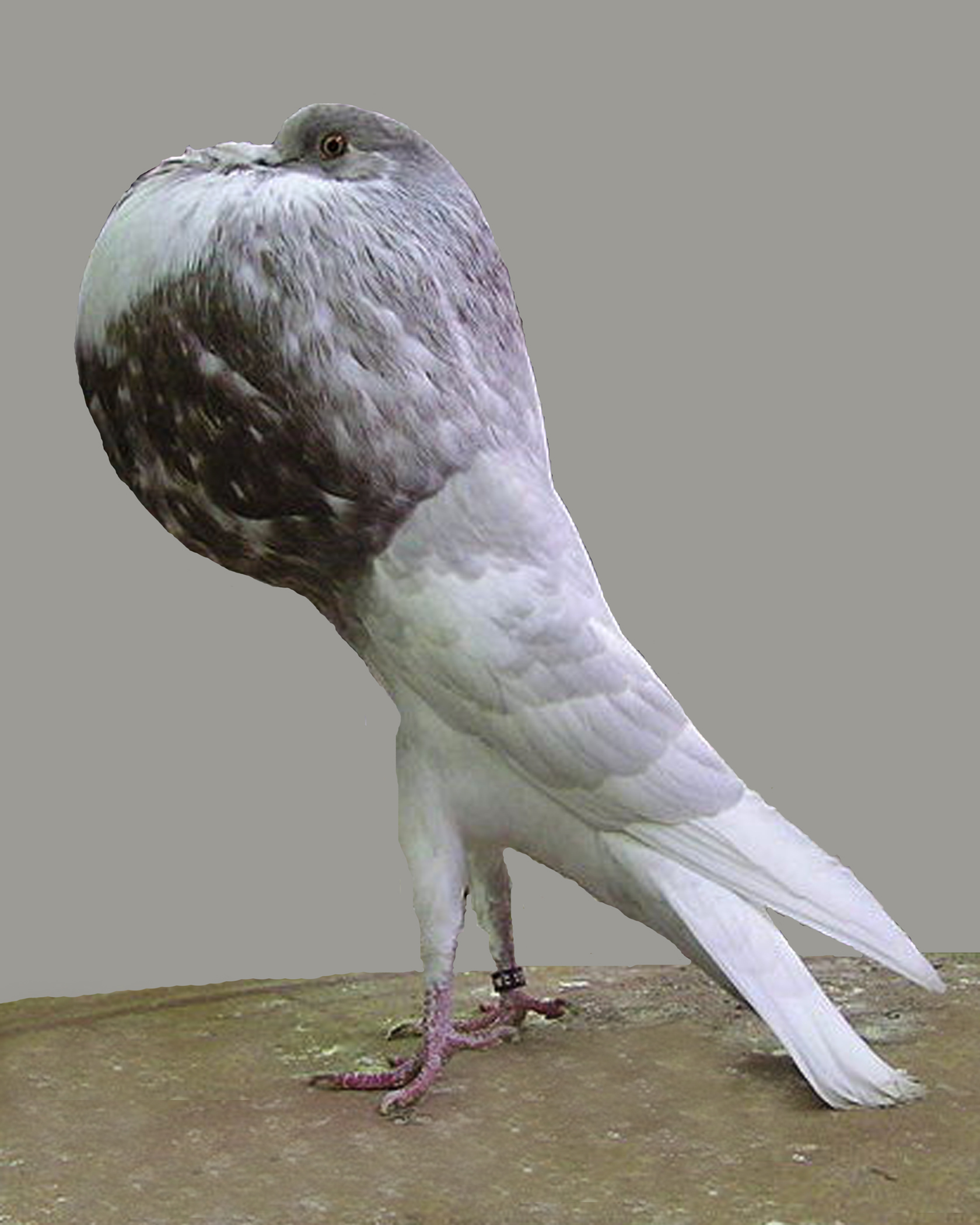
Norwich Kröpfer (GB/306)

Als Kropftauben oder Kröpfer wird eine Gruppe der Rassetauben bezeichnet, die sich von anderen Haustauben durch eine aufrechte Körperhaltung und ihren großen Kropf, den sie mit Luft füllen können, unterscheidet. Der Ursprung dieser Rassengruppe ist umstritten.

## Beschreibung
Ihre Verwandtschaft mit Formentauben und Ringschlägern ist äußerlich kaum mehr wahrnehmbar, darüber hinaus sind Spanische Kropftauben mit den Brieftauben verwandt. Kropftauben unterscheiden sich in Körperform, Haltung, Größe und Standhöhe, der Ansatzform des Kropfes an der Brust und seiner Form. Rassetypische Kropfformen sind kugelförmig, birnenförmig und herabhängend. Der Kopf ist bei fast allen Rassen glatt befiedert, nur wenige haben eine Rund- oder Spitzkappe. Es gibt belatschte und glattfüßige Kröpfer und Kröpfer mit Perlaugen. Die Schnäbel sind lang. Farben und Zeichnungen der Kropftauben sind sehr vielfältig. Die Herzzeichnung, ein weißer Halbmond auf dem Kropf, ist für einige dieser Tauben typisch.
Kröpfer sind Liebhabertauben und können sehr zahm und zutraulich werden. Das Aufblasen des Kropfes während der Balz und das Flugspiel vor allem gezeichneter Rassen sind ein besonderer Anreiz für Kropftaubenzüchter. Besonders die mittelhochbeinigen, glattfüßigen Kropftaubenrassen „klatschen“ im Flug: sie schlagen beim Fliegen die Schwingen so über dem Kopf zusammen, dass ein typisches Geräusch entsteht.

## Herkunft
Kropftauben sind Haustauben, deren Ursprung unbekannt oder umstritten ist. Ihre Zucht in Europa hat eine mehr als 500-jährige Tradition. Der niederländische Tiermaler Melchior de Hondecoeter soll bereits 1665 einen als Oplooper (deutsch Tänzer) bekannten Kröpfer gemalt haben. Aldrovandi beschrieb 1599 niederländische Kroppers. Die vermutlich erste Beschreibung einer Kropftaube findet sich in einer arabischen Schrift aus dem Jahr 1345 in Spanien.
Im Jahr 1590 hat der Inder Abdul Fazil Paratauben mit den Worten „Sie haben Federn an den Füßen und inhalieren Luft“ charakterisiert. Schütte vermutet in ihnen indische Kropftauben. Zudem gibt es Hinweise auf Bengalische Kropftauben, Syrische Kropftauben, Chinesische und Mandschurische Kröpfer.

## Kröpferrassen
Die Europäische Standard Kommission für Tauben (ESKT) des Europäischen Verbandes für Geflügel-, Tauben-, Vogel-, Kaninchen- und Caviazucht (EE) hat 51 Rassen in der Gruppe der Kröpfer bestätigt. (Stand: November 2012) Einige Autoren teilen diese nochmals in die Untergruppen Großkröpfer, Zwergkröpfer und Hängekropf- oder Spanische Kröpfer, die selbst nochmals unterschieden werden können. Die folgende Einteilung der Rassen bietet daher nur eine Orientierung.

### Großkröpfer
Hartmann teilt die Großkröpferrassen in kurzbeinige, hochbeinige und mittelhochbeinige. Als kurzbeinige Großkröpfer führt er die Altdeutschen (D/301) und Ungarischen Kropftauben (H/347) an. Für die hochbeinigen Großkröpfer werden Französische (B/307) und Englische Kropftauben (GB/310), Hanakröpfer (CZ/314), Pommersche (D/303), Verkehrtflügel- (D/304), Signoor- (B/313) und Bayerische Kropftauben (D/315) genannt. Mittelhochbeinig sind Elster- (D/305), Steiger- (D/318) und Stellerkröpfer (D/319), Schlesische (D/323), Liller (F/328), Voorburger (NL/327), Norwich (GB/306), Slowakischer Kröpfer (SK/322), Mährischer Elsterkröpfer (CZ/311), Mährischer Morak (CZ/312), Mährischer Weißkopfkröpfer (CZ/321) und Eiskropftauben (CZ/325).
Von Hartmann nicht genannt werden die Kröpferrassen Aachener Bandkröpfer (D/326), Böhmischer Stellerkröpfer (CZ/345), Dänischer Kröpfer (DK/349), Elsässer Kröpfer (B/308), Genter Kröpfer (B/309), Hessischer Kröpfer (D/317), Holländischer Kröpfer (NL/302), Horseman Kröpfer (GB/332), Niederbayerischer Kröpfer (D/345), Niederländischer Lockenkröpfer (NL/352), Österreichischer Ganselkröpfer (A/351), Sächsischer Kröpfer (D/316), Schweizer Kröpfer (CH/348), Starwitzer Flügelsteller Kröpfer (D/320), Thüringer Kröpfer (D/324) und Waldviertler Kröpfer (A/350).
Schütte nennt diese Rassen eigentliche Kropftauben.

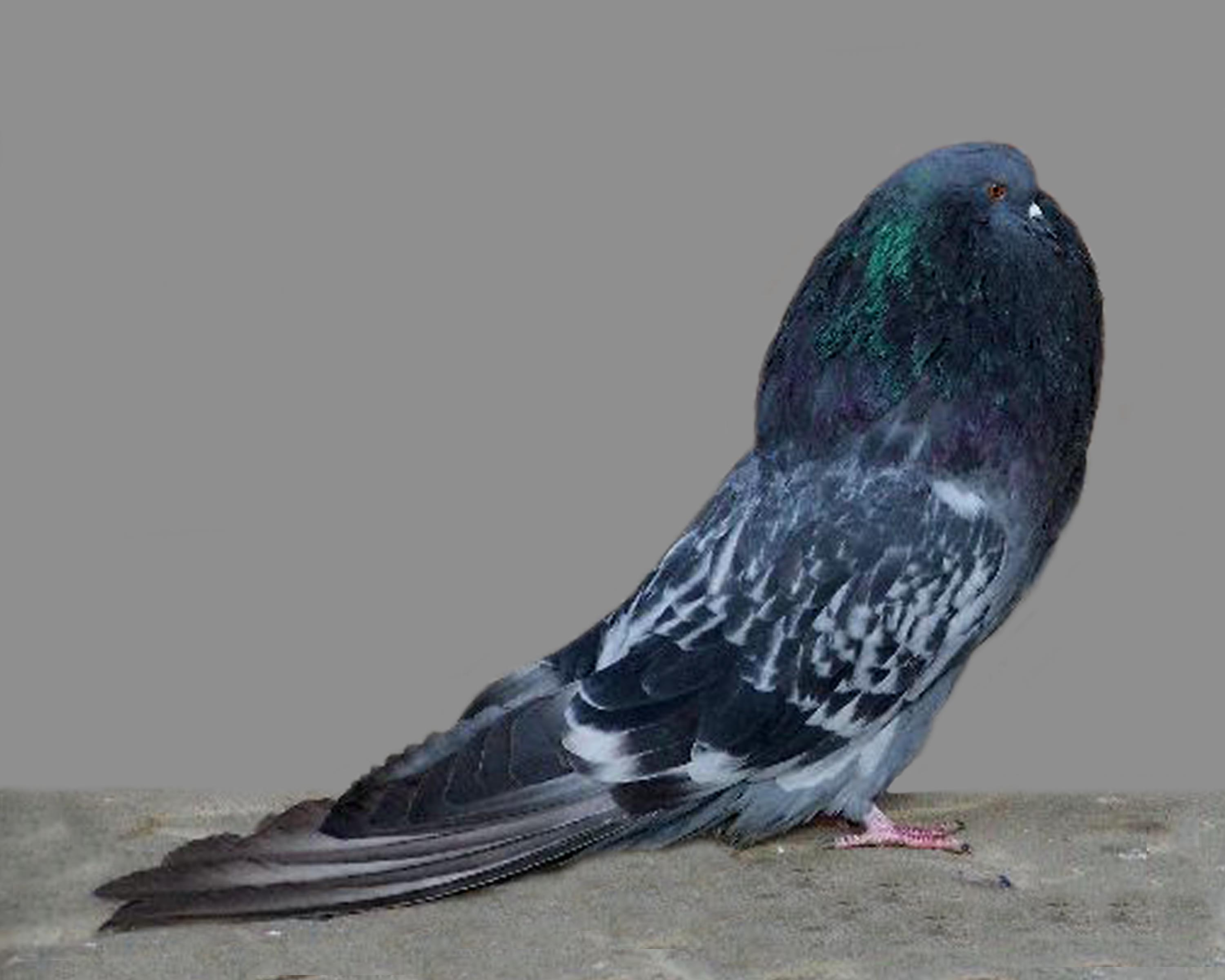
kurzbeiniger Altdeutscher Kröpfer (D/301)
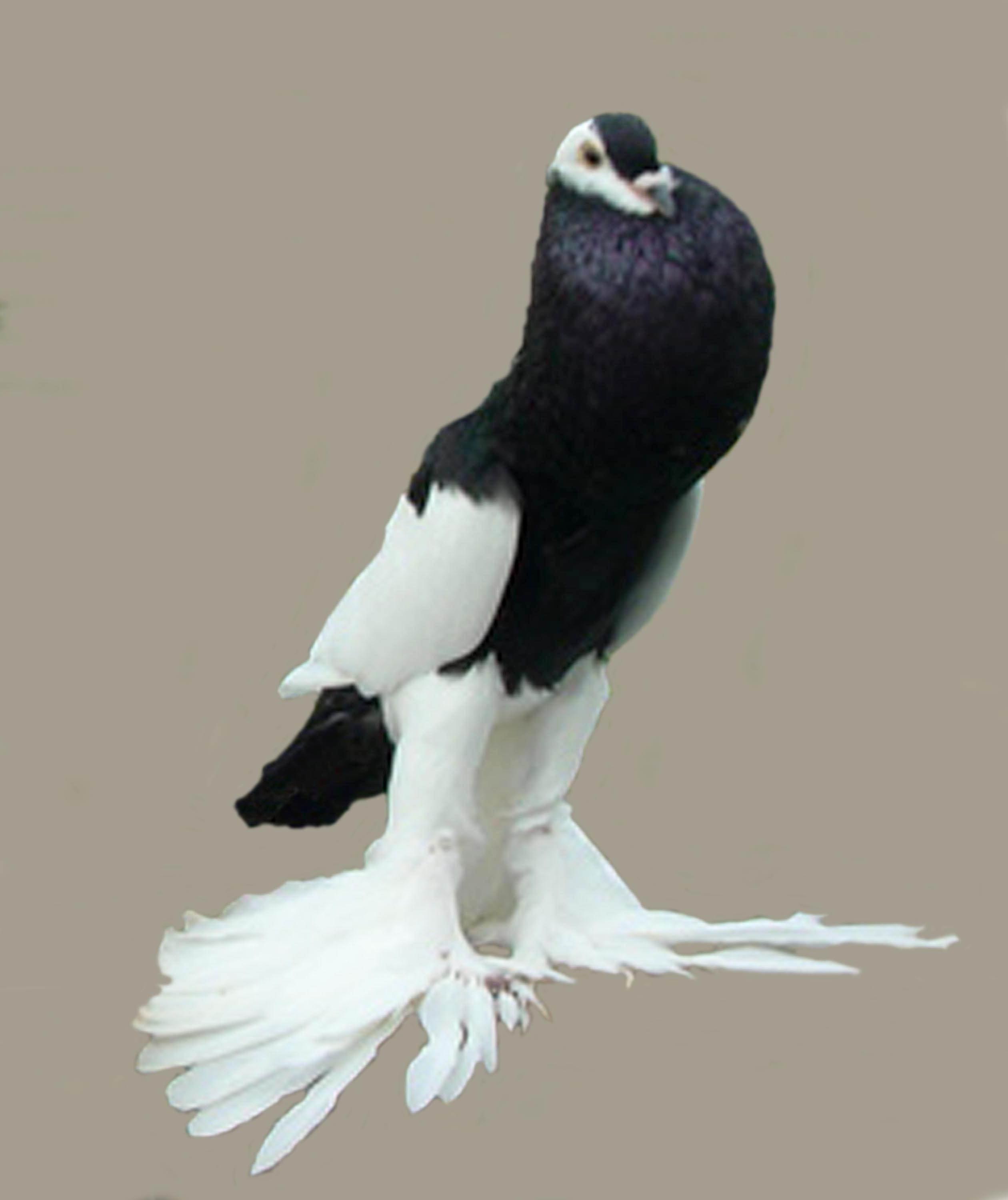
hochbeiniger Verkehrtflügelkröpfer (D/304)
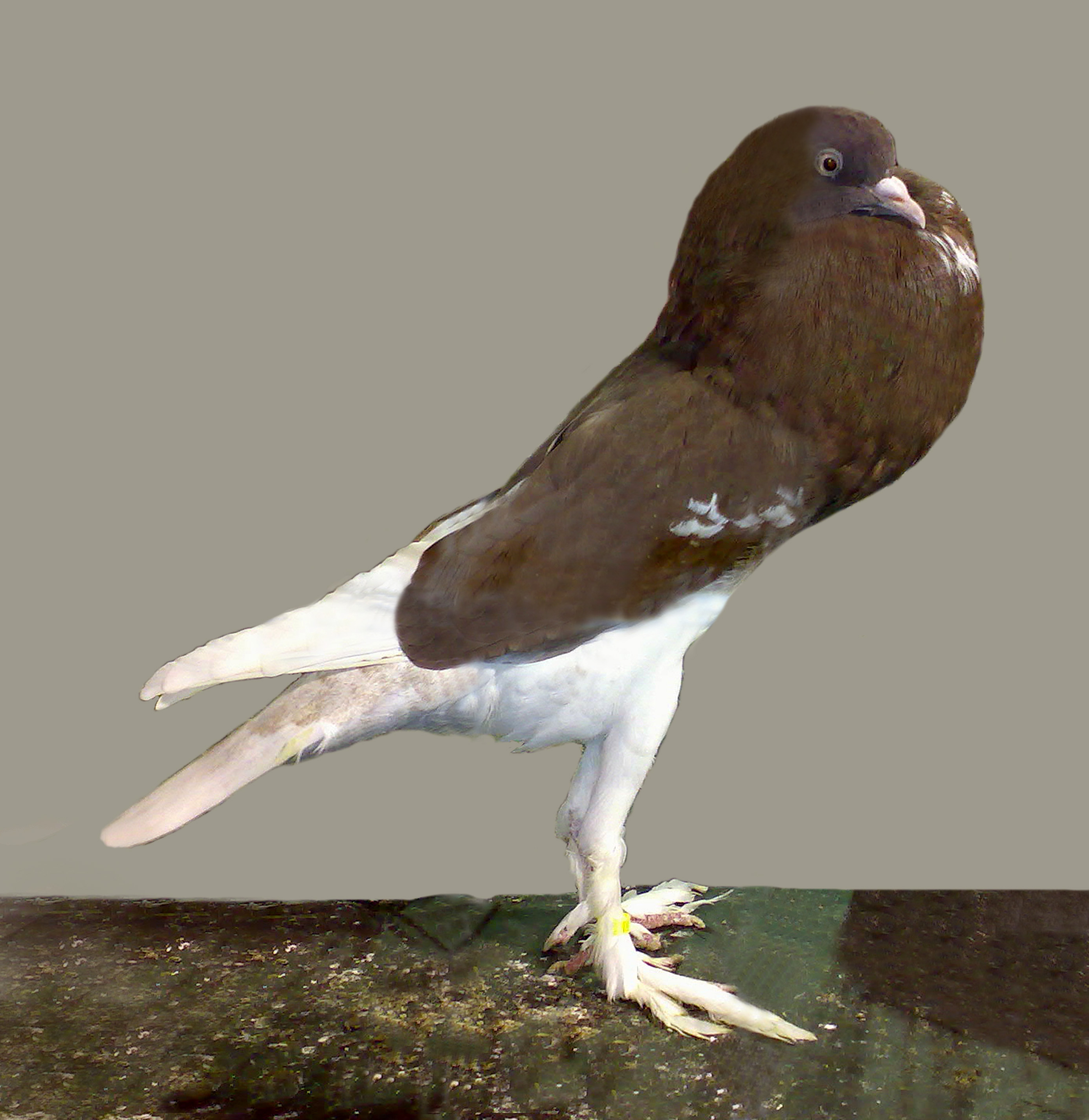
hochbeiniger Englischer Großkröpfer (GB/310)
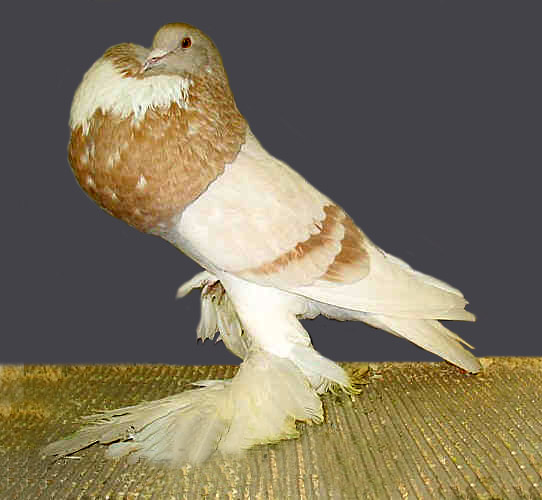
hochbeiniger Pommerscher Kröpfer (D/303)
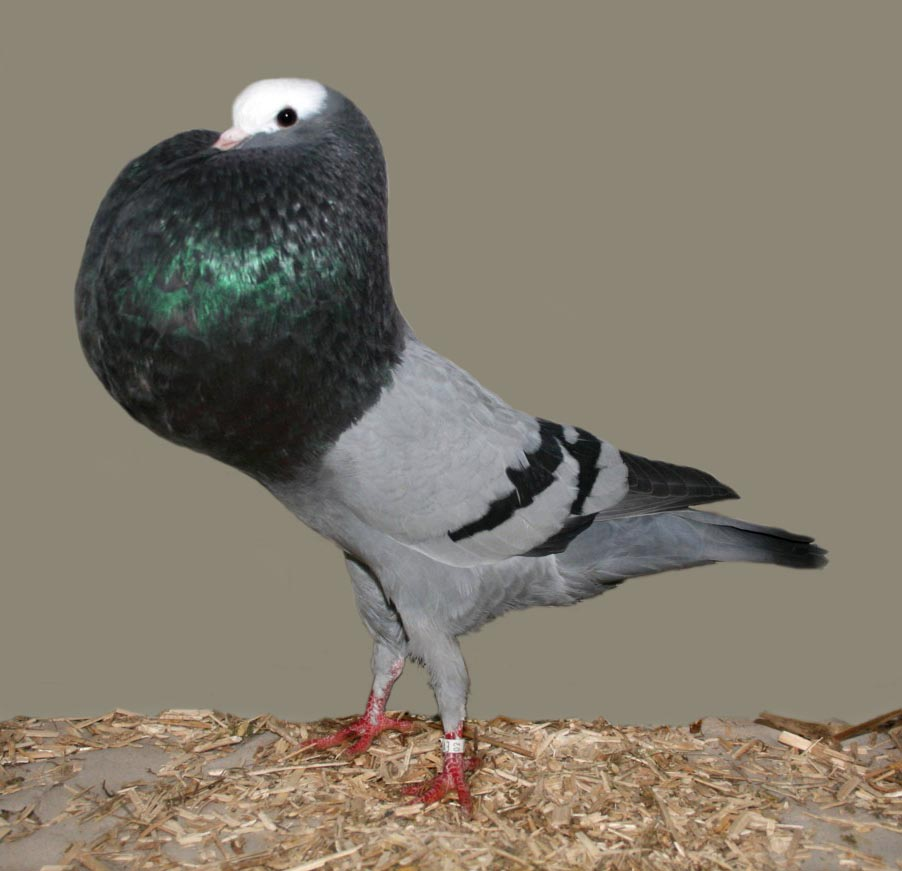
mittelhochbeiniger Schlesischer Kröpfer (D/323)
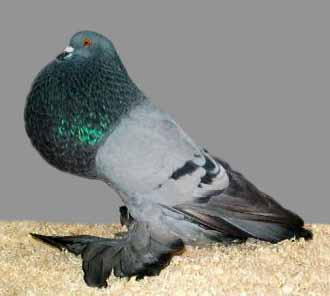
Holländischer Kröpfer (NL/302)

### Zwergkröpfer
Zwergkröpfer sind 32 bis 36 Zentimeter lang und erreichen eine Flügelspannweite von 60 bis 65 Zentimeter. Zu ihnen zählen unumstritten die Rassen Brünner Kröpfer (CZ/330) und Englischer Zwergkröpfer (GB/329). Meist wird auch der Amsterdamer Kröpfer (NL/331) genannt und gelegentlich werden ihnen Liller Kröpfer, Voorburger Schildkröpfer und Prager Kröpfer zugeschlagen.

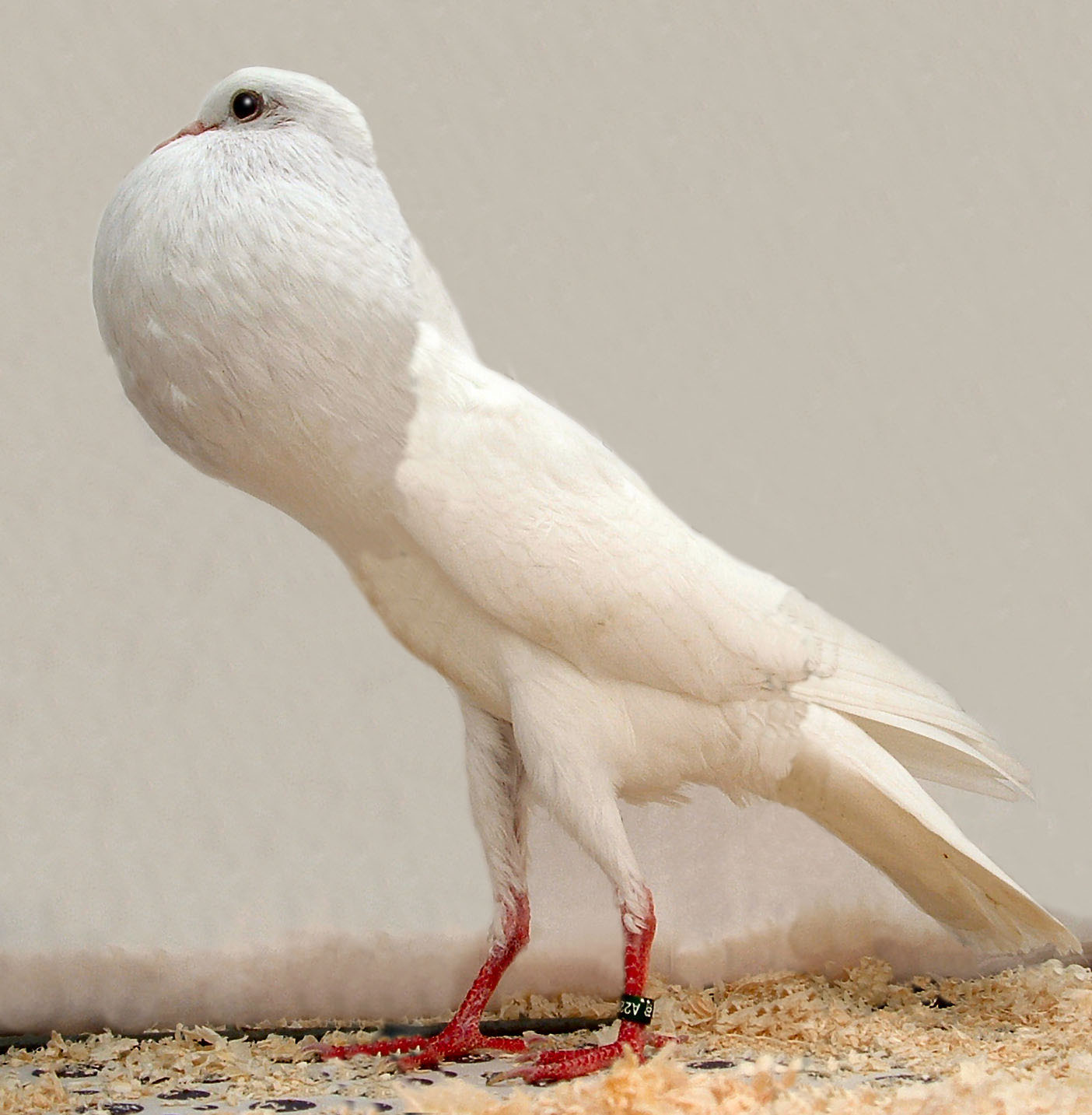
Brünner Kröpfer (CZ/330)
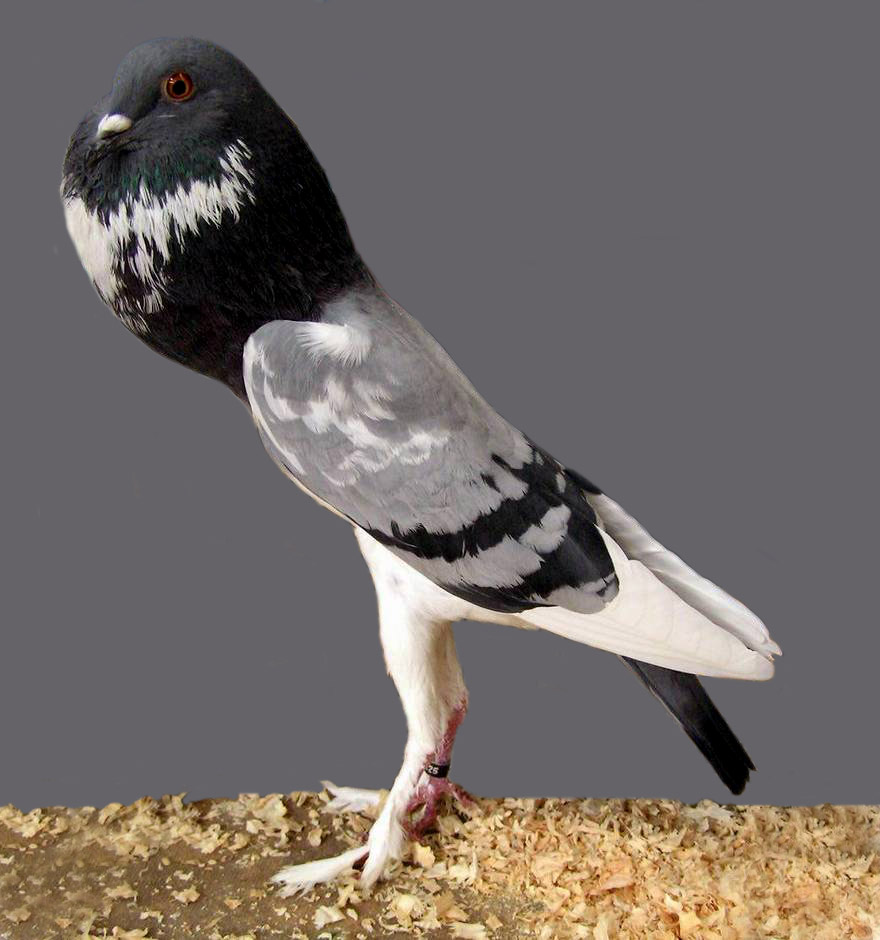
Englischer Zwergkröpfer (GB/329)
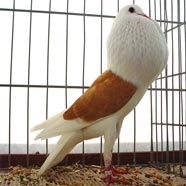
Voorburger Schildkröpfer (NL/327)
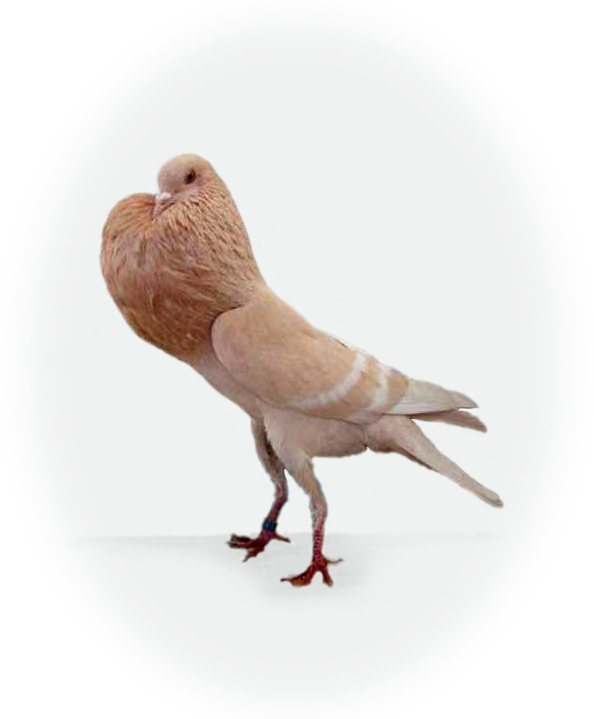
Liller Kröpfer ''''(F/''''328)

### Spanische und Hängekropf-Kröpfer
Schütte unterscheidet die Spanischen Kropftauben in drei Hauptgruppen: Hängekropfrassen, Rassen mit normalem Blaswerk und Halbkröpfer mit kaum vorhandenem Blaswerk.
Die Hängekropfrassen gelten als älteste iberische Kröpferrassen. Sie zeichnen sich durch eine waagerechte Körperhaltung und einen sackartig herabhängenden, birnenförmigen Kropf aus. Alle Vertreter dieser Untergruppe stammen aus Spanien oder Portugal und wurden für den Diebes-, Fang- oder Locktaubensport verwendet, bei dem ledige Täuber im Freiflug fremde Täubinnen in ihren Schlag locken.
Marchenero (E/334) und Gaditano Kröpfer (E/337) haben ein normales, den mitteleuropäischen Rassen ähnliches Blaswerk. Erstere lassen sich bis in das 15. Jahrhundert zurückführen, letztere sind relativ jungen Ursprungs. Regionale Varianten des Marchenero Kröpfers werden auch in Südamerika und den USA gezüchtet.
Die Halbkröpfer sind verhältnismäßig jung. Wegen ihres sehr hohen Boten- und Brieftaubenanteiles zeigen sie ihr etwas verstärktes Blaswerk nur noch während des Treibens. Mit ihnen wird seit etwas sechzig Jahren ein in Vereinen organisierter Diebestaubensport betrieben. Hierbei wird eine Täubin mit einer weißen Gänsefeder am Schwanz markiert und zusammen mit einer großen Anzahl Täuber aufgelassen. Diese beginnen sofort um die Täubin zu werben und versuchen sie in ihren Schlag zu treiben. Der Täuber, dem dies gelingt, ist Champion.

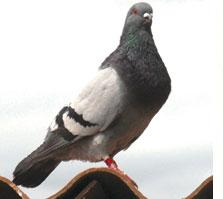
Balearischer Kröpfer, oder Mallorca Kröpfer
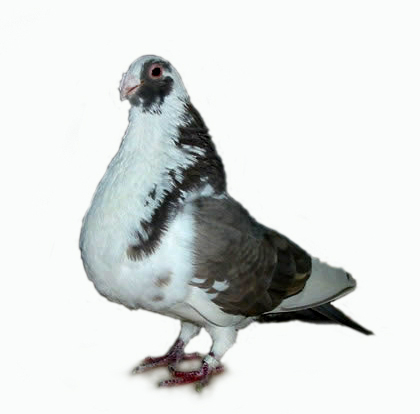
Granadino Kröpfer (E/343), Hängekropkröpfer
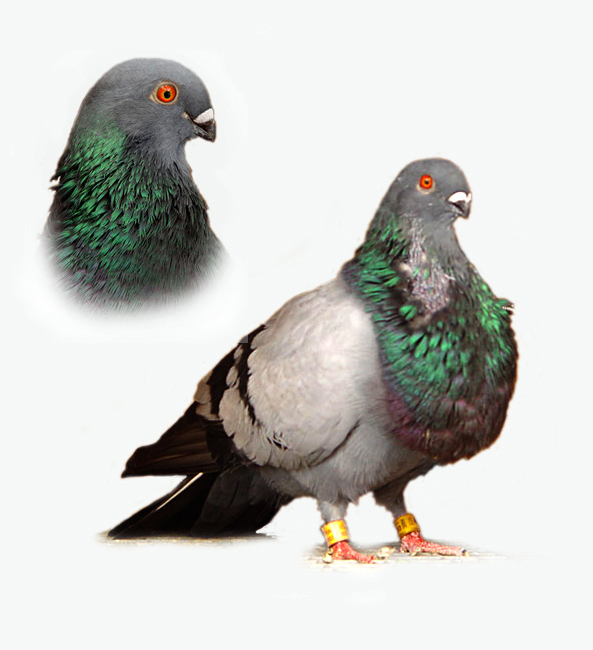
Canario Kröpfer (E/344), Hängekropkröpfer
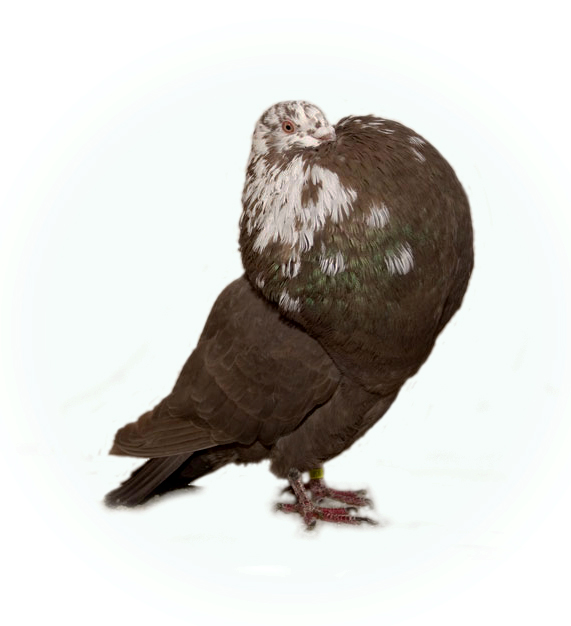
Gaditano Kröpfer (E/337)
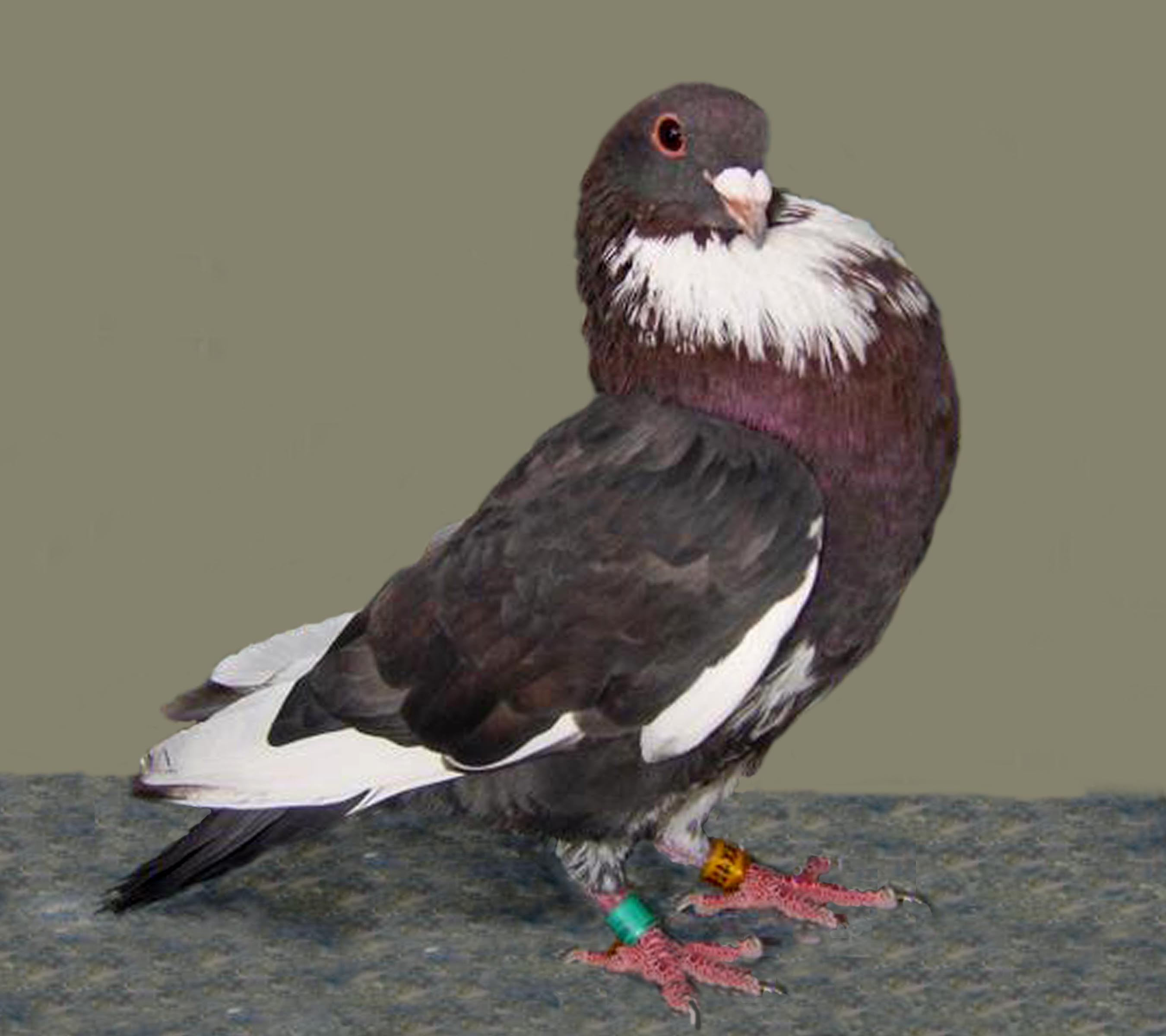
Moroncelo Kröpfer (E/342)
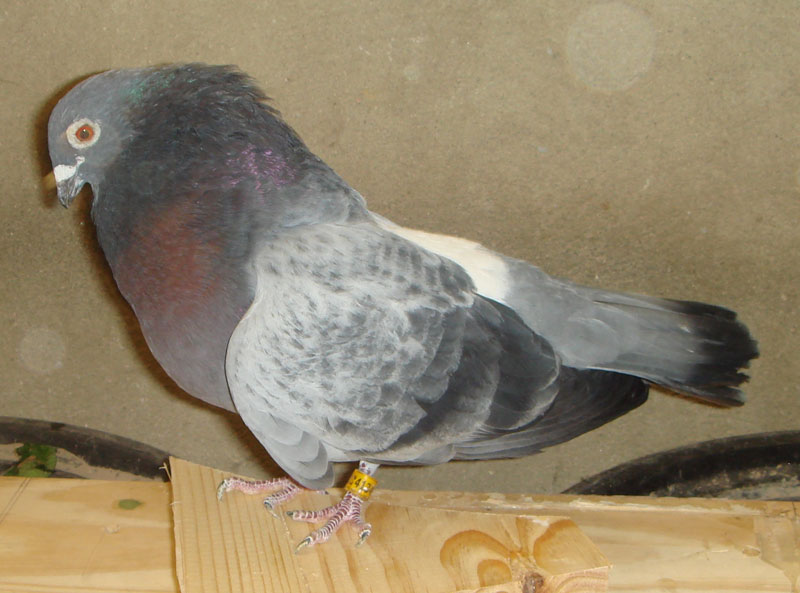
Morrillero Kröpfer (E/341) (deutsch Stiernacken), Halbkröpfer

## Hängekropf
Der Hängekropf ist eine für Kropftauben typische Erkrankung. Bei den betroffenen Tauben hängt der Kropf, ähnlich dem spanischer Kropftauben, schlaff herunter. Er entsteht durch zu langes Verweilen des Futters in einer unteren Kropfausweitung, wodurch es zur Gärung der Futterreste kommt. Sein Auftreten kann durch Krankheitserreger und Stress begünstigt werden. Bei Alttieren kann als Ursache eine erschlaffte Hautmuskulatur nicht ausgeschlossen werden.